# Suvodanje
Suvodanje (en serbe cyrillique : Суводање) est un village de Serbie situé sur le territoire de la Ville de Valjevo, district de Kolubara. Au recensement de 2011, il comptait 423 habitants.

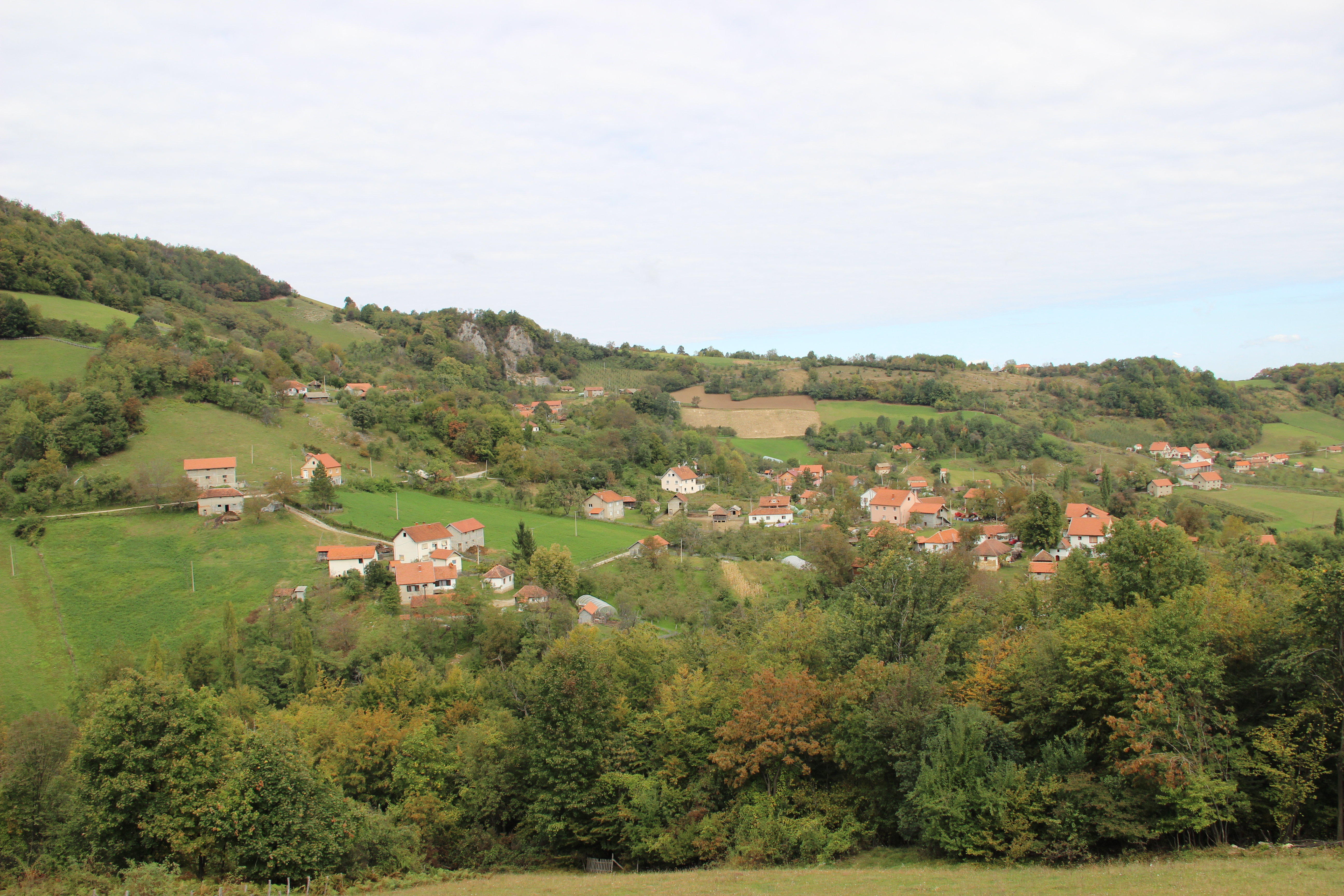
Suvodanje - panorama
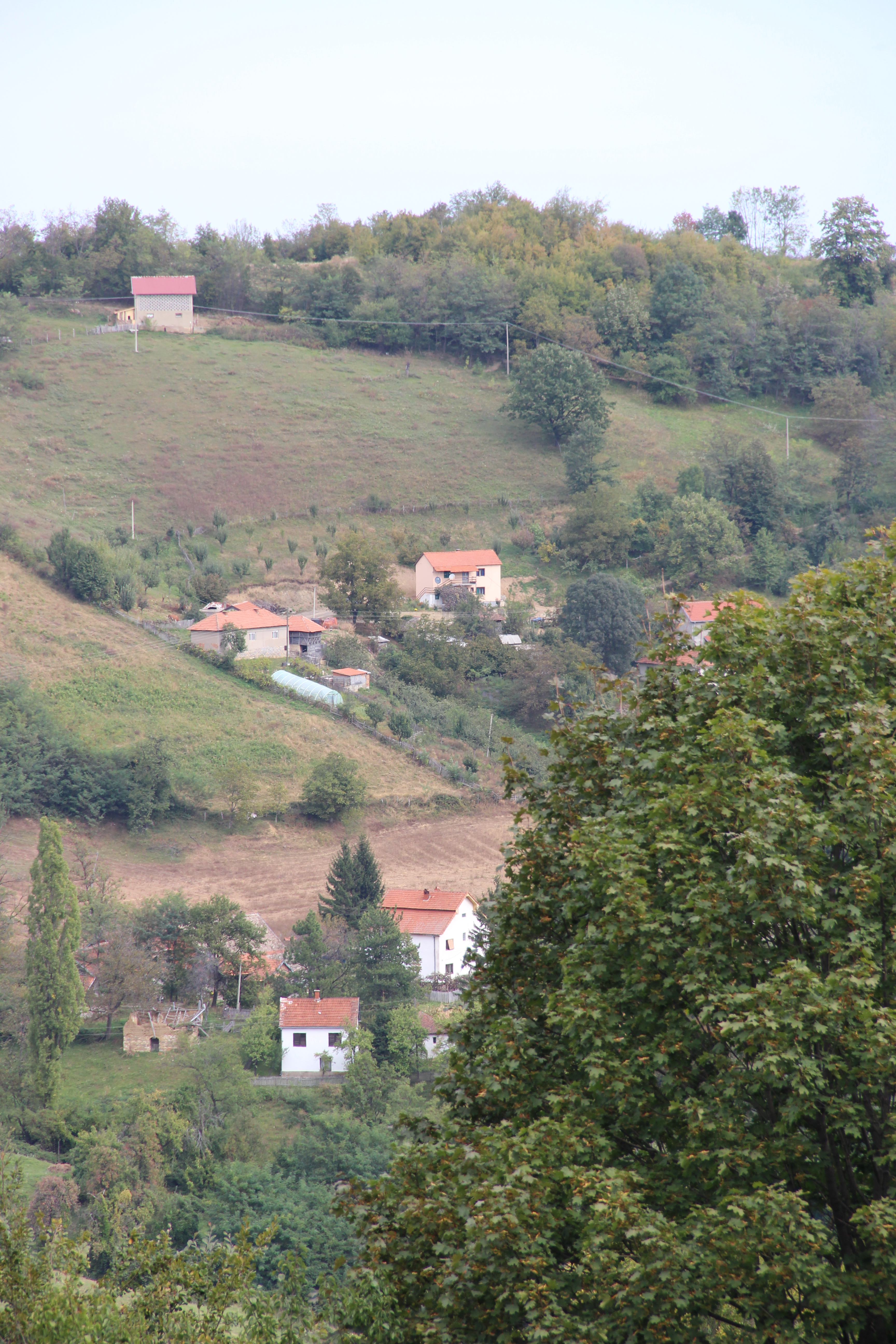
Suvodanje - panorama
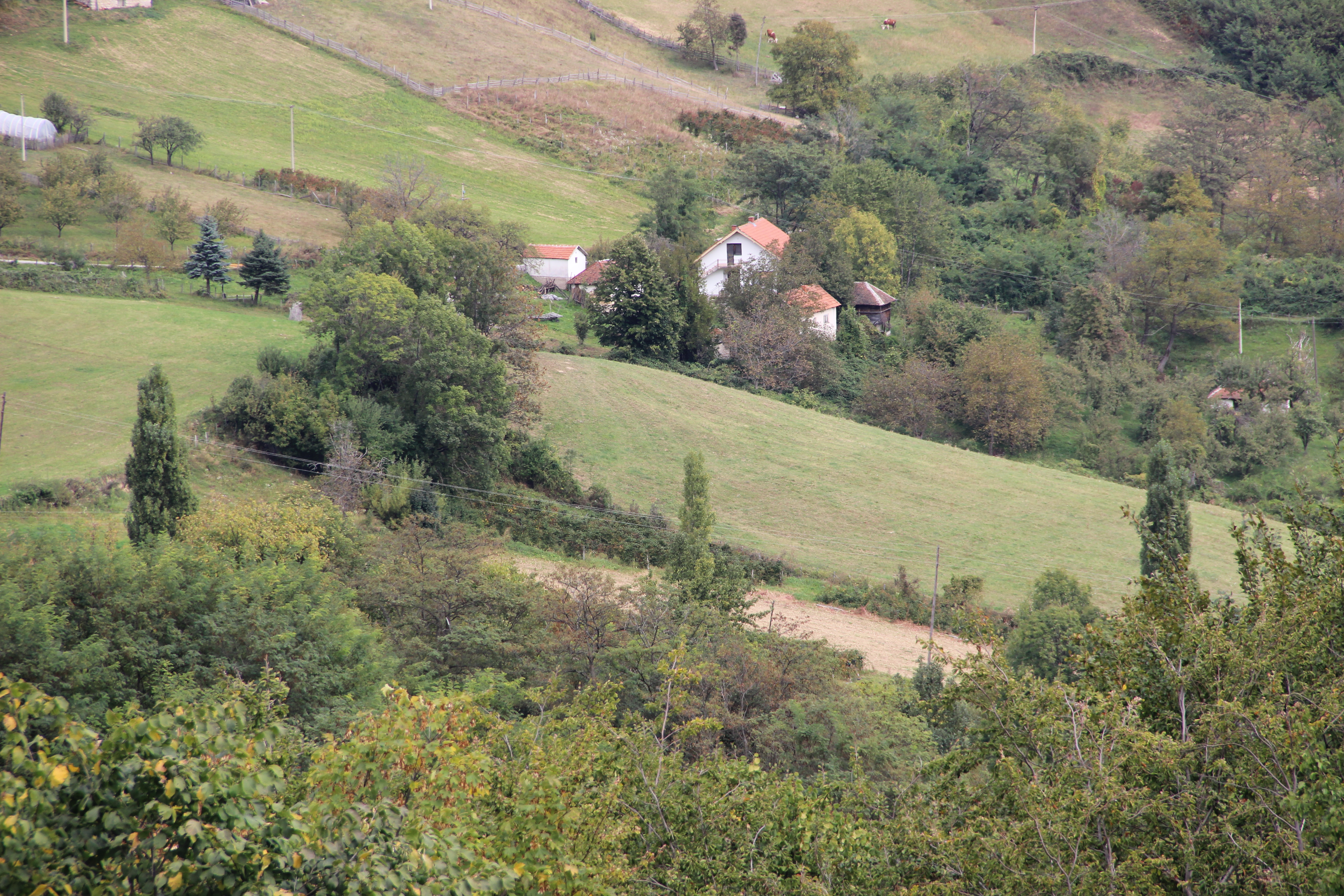
Suvodanje - panorama
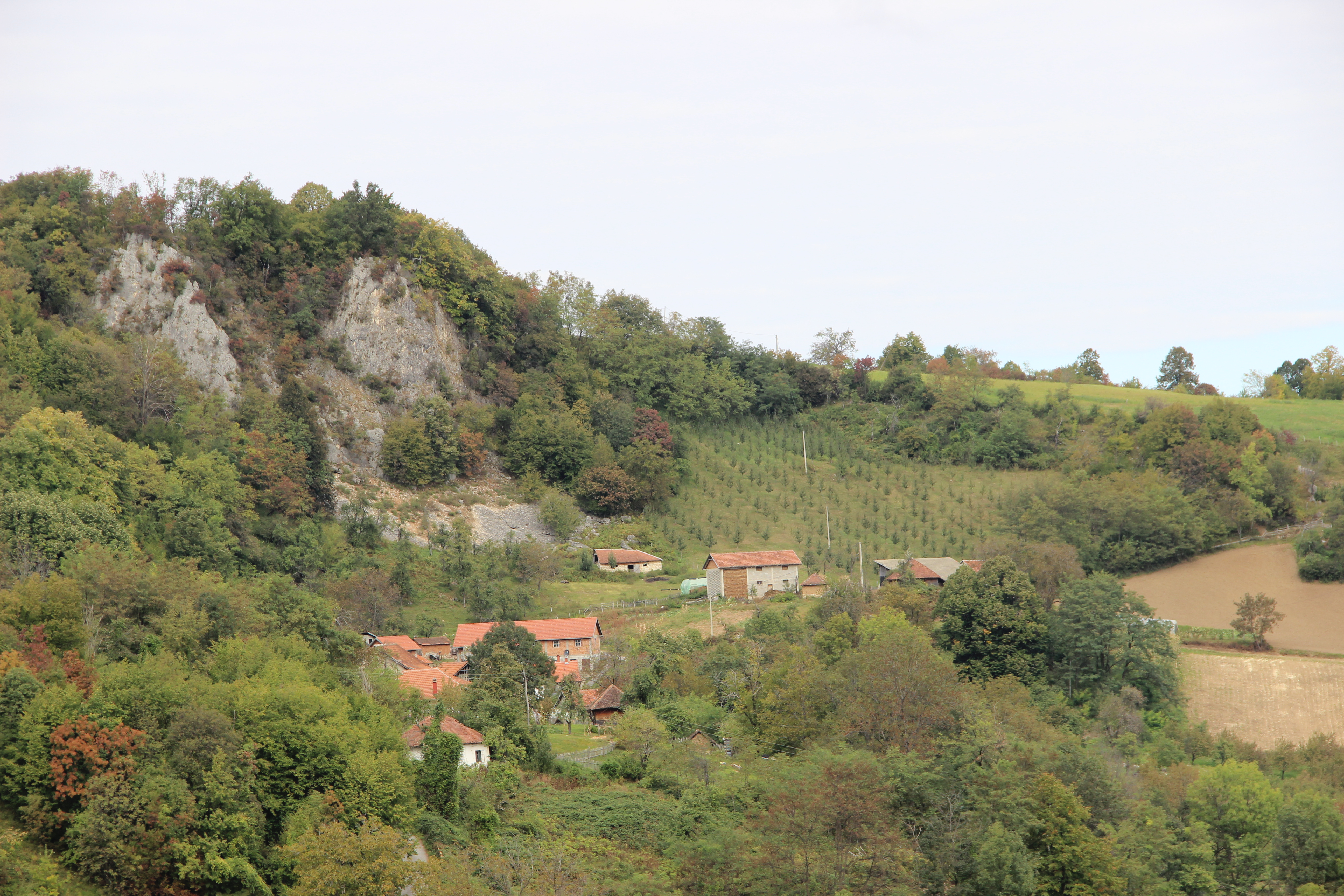
Suvodanje - panorama
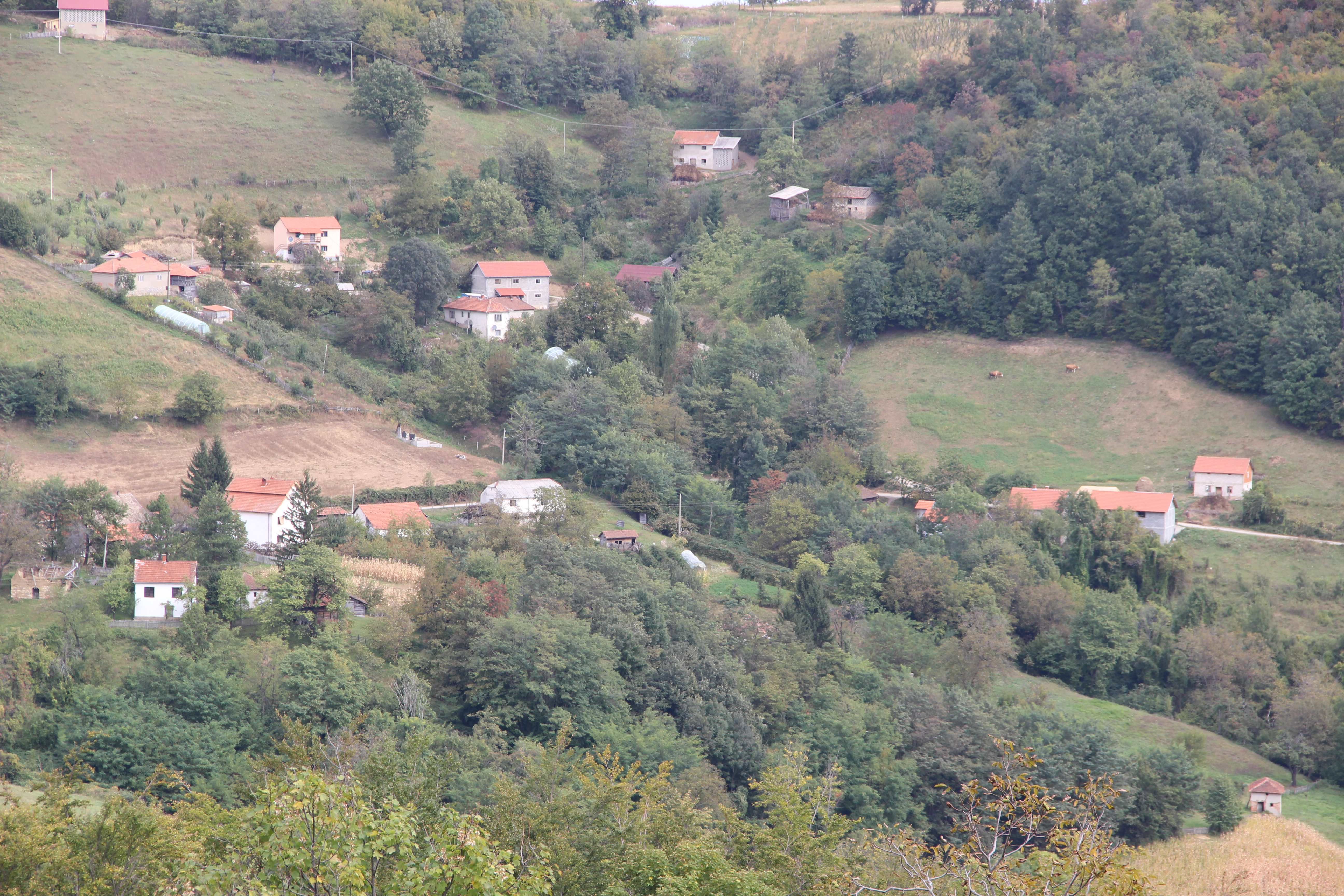
Suvodanje - panorama
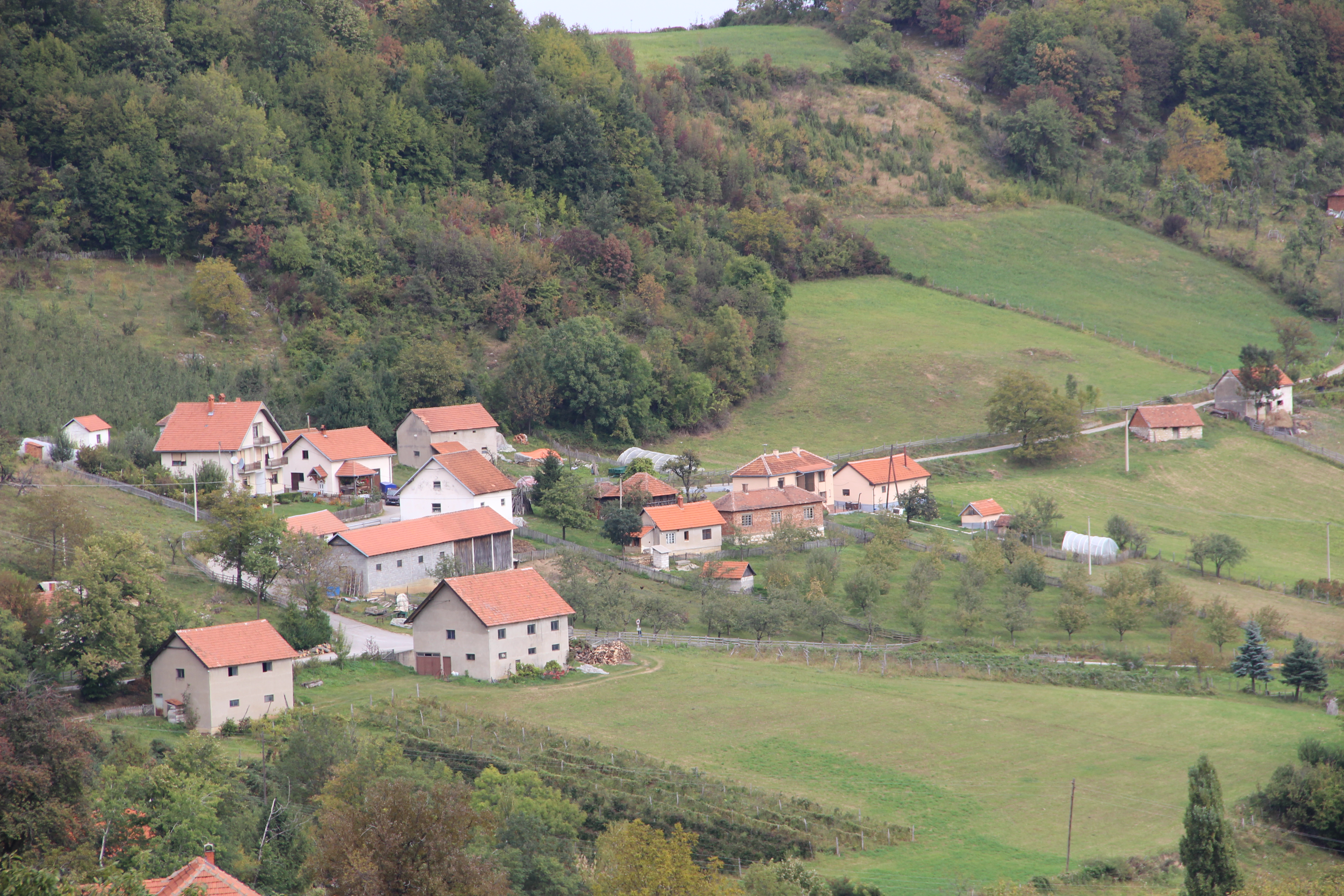
Suvodanje - panorama

## Démographie
| 1948  | 1953  | 1961  | 1971  | 1981 | 1991 | 2002 | 2011 |
| ----- | ----- | ----- | ----- | ---- | ---- | ---- | ---- |
| 1 238 | 1 267 | 1 212 | 1 033 | 804  | 698  | 578  | 423  |

|  |